# Ла Форс, Шарлотта-Роза де Комон
Шарлотта-Роза де Комон де Ла Форс (фр. Charlotte-Rose de Caumont de La Force; 1650 — март 1724) — французская писательница и поэтесса. Автор исторических романов и сборника «Сказки сказок» (1698), в который входит сказка «Персинетта», представляющая собой более раннюю версию знаменитой «Рапунцель» братьев Гримм.

## Биография
Шарлотта-Роза де Комон де Ла Форс родилась в 1650, или, согласно другим источникам, 1654 году в замке Казнёв на территории Гиени. Происходила из древнего дворянского рода; её отцом был Франсуа де Комон де Ла Форс, маркиз де Кастельморон, а дедом по отцовской линии — маршал Франции Жак-Номпар де Комон, герцог де Ла Форс.
В 1660 году Шарлотта-Роза была представлена королю Людовику XIV; в 1666 году стала фрейлиной Марии Терезии Испанской. Предки Шарлотты-Розы были гугенотами; сама она в перешла в католицизм, после того как Людовик XIV подписал в 1685 году отмену Нантского эдикта. Король, покровительствовавший Мари-Шарлотте, назначил ей пенсион в тысячу экю и позволил поселиться в Версале.
Как и в случае некоторых других французских писательниц XVII века (в частности, мадам д’Онуа и графини де Мюра), с именем Шарлотты-Розы де Комон де Ла Форс связаны разнообразные слухи и светские скандалы. В 1689 году она тайно вышла замуж за Шарля де Бриу, однако отец Шарля не только не одобрил этот брак, но и затеял, с целью признать его недействительным, судебный процесс, который длился два года и был предметом пересудов всего Парижа. В конце концов брак был аннулирован; бывшим супругам запретили видеться друг с другом. В 1697 году Шарлотте-Розе были приписаны сатирические стихотворения «Les Noëls», в которых жизнь двора подвергалась критике. Людовик предоставил Шарлотте-Розе выбор: лишиться пенсиона или удалиться в монастырь. Выбрав последнее, она поселилась в бенедиктинском аббатстве Жерси-ан-Бри, где оставалась до 1713 года. Вероятно, именно там она написала свои «Pensées chrétiennes» («Христианские мысли»), разительно контрастирующие с её более ранними произведениями, отличавшимися фривольностью.
Получив в конце концов разрешение короля вернуться в столицу, Шарлотта-Роза предпочла остаться в монастыре, вдали от придворных интриг. Она умерла в марте 1724 года в возрасте 74 лет, оставив значительное литературное наследие.

## Творчество
Шарлотта-Роза де Комон де Ла Форс — автор нескольких исторических романов: «Histoire secrète de Bourgogne» (1694), «Histoire secrète de Henri IV, roi de Castille» (1695), «Histoire de Marguerite de Valois, reine de Navarre, soeur de François Ier» (1696), «Gustave Vasa, histoire de Suède» (1698) и др. Далёкие от подлинной историчности, эти произведения свидетельствуют о влиянии на их автора прециозной литературы.
В большей степени Комон де Ла Форс известна как автор сказок, составивших сборник «Les Contes des Contes» («Сказки сказок», 1698). В отличие от сказок мадам д’Онуа и графини де Мюра, они не являются составной частью романа, однако во многом близки романной прозе. Место действия в них зачастую напоминает Версаль, герои — принцесс и придворных. Сказки Комон де Ла Форс отличаются также разнообразием тем и мотивов: среди них есть «мифологические», «пасторальные», «рыцарские», «народные».
В сборник входит сказка под названием «Персинетта» («Persinette», в переводе с французского «петрушечка»), представляющая собой более раннюю версию широко известной сказки братьев Гримм «Рапунцель». Источником сюжета для Комон де Ла Форс послужила, в свою очередь, «Петрозинелла» Джамбаттисты Базиле из его сборника сказок «Пентамерон» (1634). Существенно переработав её в соответствии со вкусами своего времени и внеся ряд изменений в сюжет и состав персонажей, Комон де Ла Форс создала новую версию сказки, которая, в свою очередь, повлияла на ставшую хрестоматийной «Рапунцель».